# San Pedro Cultural

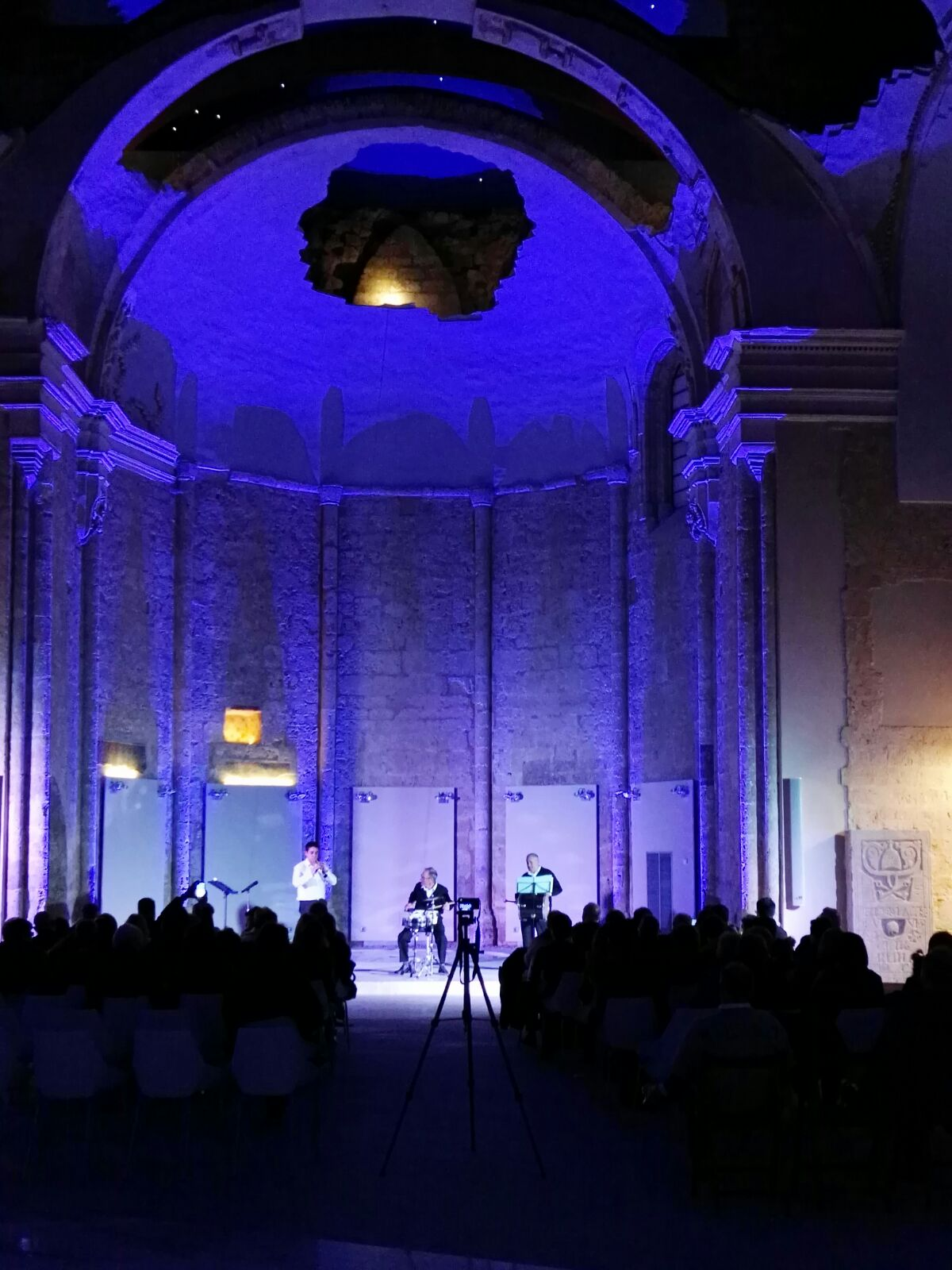
San Pedro Cultural con iluminación nocturna, durante un concierto de dulzaina y percusión, en marzo de 2017

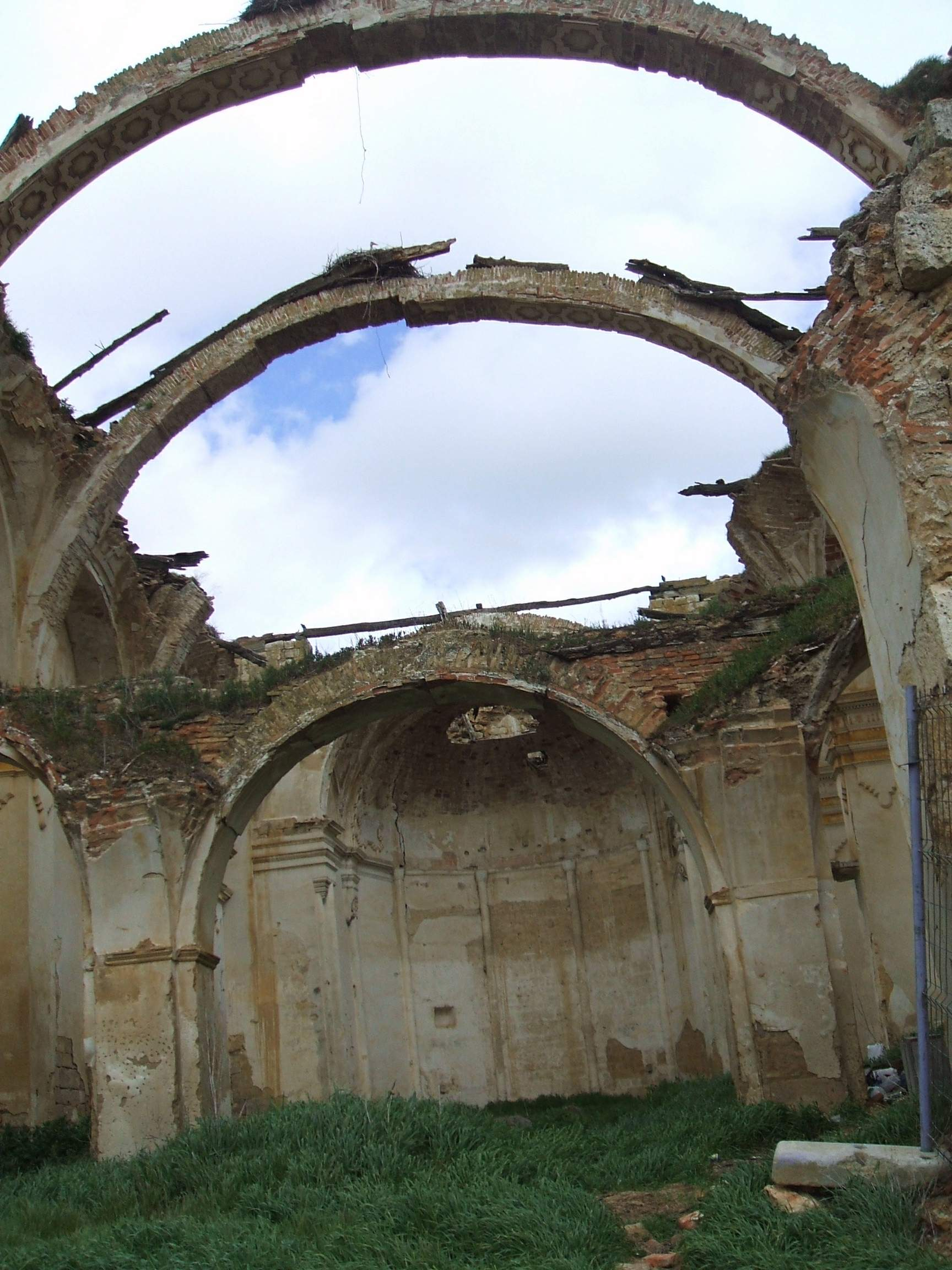
Estado de la iglesia previo a la remodelación

San Pedro Cultural es un monumento estelar, inaugurado el 19 de marzo de 2015, a partir de las ruinas de la Iglesia de San Pedro en la localidad terracampina de Becerril de Campos, villa declarada en 2016 por los internautas como el pueblo más bonito de España. Su construcción fue impulsada por el Excmo. Ayto. de Becerril de Campos y la Diputación Provincial de Palencia. Es visitado por miles de turistas anualmente, siendo el tercer monumento más visitado de la Provincia de Palencia en el año de su inauguración, después de la Villa Romana de La Olmeda y de la Iglesia de San Martín de Frómista. 

## Ruinas de la Iglesia. El estado inicial
La Iglesia de San Pedro en Becerril de Campos, levantada durante el siglo XII, inició su decadencia a mediados del siglo XX. Debido al éxodo rural, la población disminuyó, con el consecuente exceso de iglesias (en el siglo XIX había 7 iglesias en este pueblo). Esta fue empleada como escuela accidental y como granero una vez fue desacralizada, con lo que la presión del grano dañó seriamente la estructura de sus muros. El derribo de la torre, por motivos de proximidad a viviendas, motivó la pérdida de estabilidad general de la edificación, que en menos de 40 años pasó al estado de ruina total.

## La reconstrucción como monumento estelar
Las obras de reconstrucción comenzaron en el año 2013, con la original idea de tres arquitectos palentinos, Juan del Olmo García, Carlos del Olmo García y Álvaro Gutiérrez Baños, de recuperar de nuevo el edificio de una forma peculiar a fin de hacerla distinta a todas las demás. De esta manera, se rehabilita el edificio, respetando la ruina existente, centrándose en la astronomía.

## El monumento y sus características

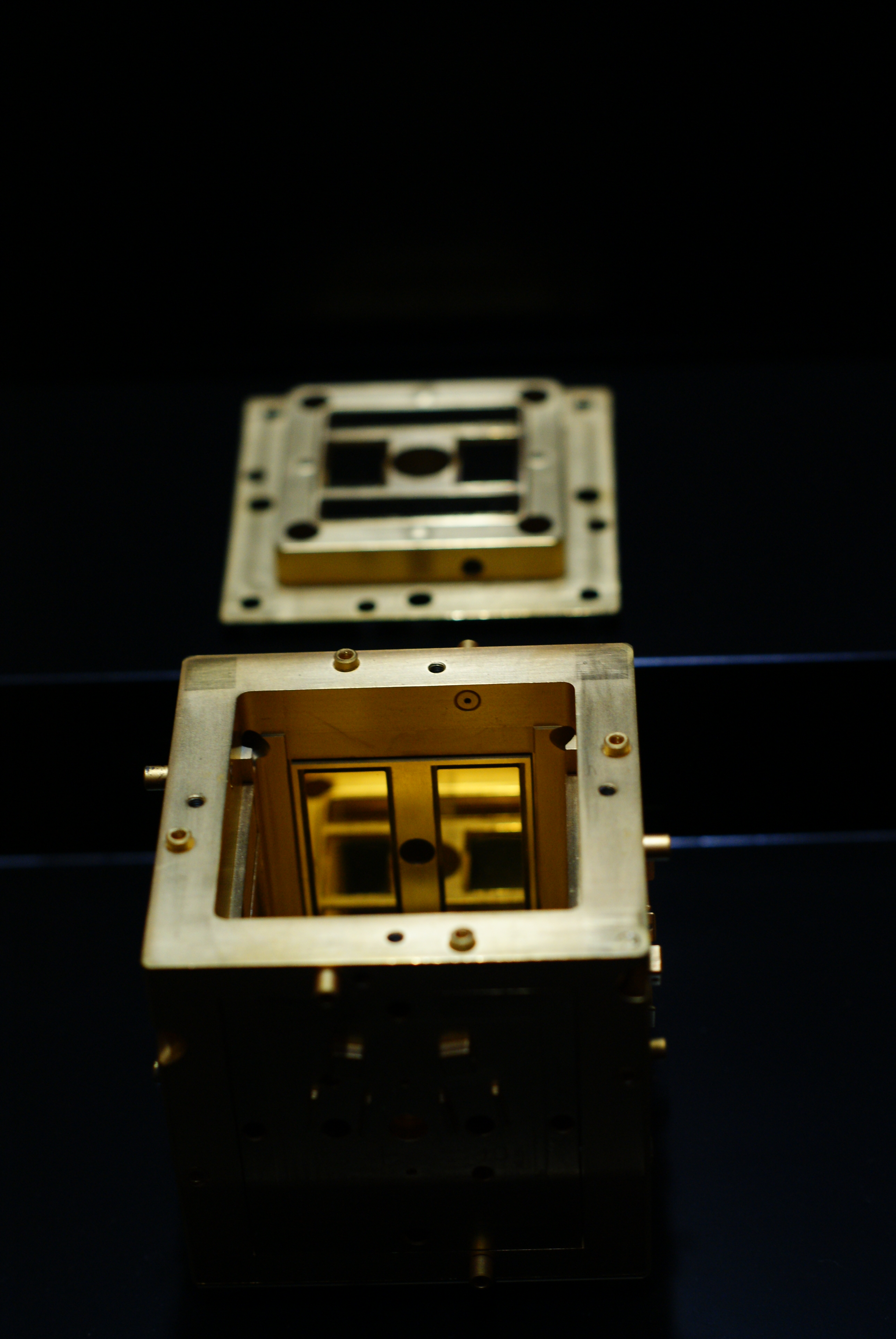
Uno de los dispositivos espaciales que se encuentra en el museo de San Pedro Cultural.

Entre sus características destaca la existencia de un péndulo de Foucault de movimiento continuo (impulsado por un electroimán), varios relojes solares, varios puntos de entrada de luz para demostrar el movimiento de rotación de la Tierra, restos de varias lápidas funerarias, una recreación del firmamento realizada en la bóveda (que se encontraba derrumbada en su casi totalidad). El paso de un haz de luz sobre la línea meridiana trazada en el suelo indica los meses del año, los signos del zodiaco y los solsticios de invierno y de verano. Debido a ello, es recomendable preguntar la mejor hora para realizar la visita, a fin de poder observar la trayectoria del haz sobre la meridiana. Posee, además, una pieza del LISA Pathfinder  y una parte del satélite Solar Orbiter, elementos cedidos por la Agencia Espacial Europea. Durante las obras, se hallaron restos de una pintura que representaba a un grupo de estrellas, una curiosidad en relación con la temática astronómica del lugar. En el exterior, además de los citados relojes de sol y de la estructura general de la iglesia, hay que destacar la presencia de una fuente con una esfera celeste (la cual es iluminada por las noches en verano) que representa la bóveda celeste con la posición real de sus estrellas agrupadas en constelaciones y un sistema solar a escala 1:10.000 millones. 

### Portada románica delsigloXII
Es el resto más antiguo que se conserva en la localidad de Becerril de Campos, en el que podemos observar arquivoltas con abundante decoración típica de la zona, como son las flores o los trenzados. Destacan, además, las dos hojas de la puerta, una de acero corten contemporánea y otra réplica de la antigua que se encontraba en la iglesia, de estilo barroco, que van a ser la tónica de lo que se encuentra en el interior: dualidad entre lo restaurado y lo que ya había.

### Reloj de sol
Reloj solar de doble cara. En la cara sur se pueden leer las horas de la mañana y, en la cara oeste, las del atardecer.

### Ciprés
Testigo natural colocado en el centro de los vestigios de la torre que existió en la iglesia y que se derribó en la década de los setenta del siglo XX.

### Sistema Solar a escala
Se representa el sistema solar reducido diez mil millones de veces con una escala 1:1010 que comienza en el Corro de San Pedro y se extiende por las calles de la localidad.

### Fuente estelar
Esfera con pequeñas perforaciones colocadas como si fueran las constelaciones. El agua que emana de la parte inferior produce la sensación de que la esfera se encuentra en suspensión. Al anochecer se ilumina y, además, se pueden ver representadas las constelaciones a través de pequeños halos de luz que salen del interior de ella.

### Péndulo de Foucault
Llamado así por su inventor, Léon Foucault, que en 1851 propone este experimento en la cúpula del Panteón de París para demostrar la rotación de la Tierra. Con el paso de las horas vemos cómo el péndulo cambia su dirección, aunque en realidad se mantiene oscilando en el mismo plano. Lo que ocurre es que lo vemos cambiar debido al movimiento de rotación de la Tierra, que nos lleva alrededor de él.

### Nicho de las estrellas
Se encuentra en el ábside y apareció durante los trabajos de restauración, tras retirar el yeso que cubría las paredes. En él podemos observar estrellas medievales de ocho puntas. Su aparición resultó una increíble sorpresa al coincidir con un proyecto de Astronomía para restaurar la iglesia. Si se visita el centro el 21 de diciembre (Solsticio de invierno) se podrá observar

### Lápidas funerarias
Lápidas encontradas con la restauración en el interior del edificio. Una de ellas perteneció a una familia, y la otra a un párroco que vivió en el siglo XVIII en la iglesia.

### Electrode Housing
Elemento cedido por la ESA que forma parte de la misión espacial Lisa Pathfinder. Trata de localizar las ondas gravitacionales que forman parte de la Teoría de la Relatividad que formuló Albert Einstein en el año 1915.

### Meteorito
Meteorito procedente del Cinturón de Asteroides que entró a 20 km por segundo en la atmósfera terrestre el día 4 de enero de 2004 y fue a caer en la zona de la localidad Villalbeto de la Peña, en el norte de la provincia de Palencia. Es una roca formada hace 4460 millones de años en los orígenes del Sistema Solar.

### Simulador de agujeros negros
Donation box que recrea la simulación de una estrella absorbida por un agujero negro al lanzar una moneda. Dedicada In Memoriam a Stephen Hawking. Lo recaudado con esta hucha se utiliza para nuevos proyectos.

### Línea meridiana
Se trata de una línea trazada de norte a sur utilizada en el interior del centro como reloj y calendario gracias al sol. A través de un estenopo situado en una de las ventanas, entra una imagen del sol que nos indica, con su posición, el mediodía solar exacto y el día en el que nos encontramos, según el signo del zodiaco por donde la cruce.

### Stellarium
Cubierta en la que se puede observar la recreación de las constelaciones que se pueden ver durante la noche de verano.

### Analema solar
Curva trazada por el sol a lo largo del año proyectada siempre a la misma hora oficial 12:00 (13:00 con la hora de verano). A causa de la excentricidad de la órbita y de la inclinación del eje de rotación terrestre, nuestra estrella a lo largo del año adelanta o retrasa su curso por la bóveda celeste. El analema muestra esa diferencia sobre su dirección transversal, mientras que longitudinalmente nos indica las diferentes elevaciones del sol con el transcurrir de las estaciones.

### Solar Orbiter
Solar Orbiter es una sonda espacial desarrollada por ESA (Agencia Espacial Europea) para el estudio del sol a corta distancia y elevadas latitudes con el objetivo de comprender cómo se origina el viento solar y cómo se forma el campo magnético de nuestra estrella.

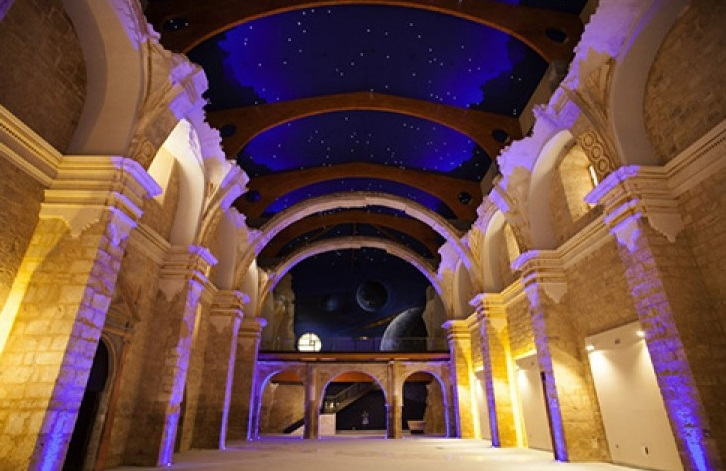
Interior de San Pedro Cultural en 2017

## Actualidad
En la actualidad, su uso se destina al acogimiento de conciertos y múltiples eventos culturales, de donde ha adquirido el sobrenombre de "San Pedro Cultural". Ha supuesto un punto y aparte en el devenir de la localidad palentina, con la llegada de visitantes durante todo el año, y la consecuente activación de la hostelería y del sector servicios del pueblo. Entre otros atractivos, Becerril de Campos cuenta con el Museo de Santa María, perteneciente al Museo Territorial Campos del Renacimiento, el Humilladero, la iglesia de Santa Eugenia, el Arco de Santa María, el Puente de San Juan, el Canal de Castilla y el Ayuntamiento, entre otros.